# Магомедов, Магомед Алиевич
Магомедов Магомед Алиевич (род. 7 апреля 1975, Дагестан) — руководитель Республиканской газеты «Молодежь Дагестана» (с 2025 года).

## Биография
Родился 7 апреля 1975 года в Дагестане. С 1999 по 2005 годы директор НП «Образовательный центр». С 2008 по 2013 годы руководитель пресс-службы Дагестанского государственного педагогического университета. С 2013 по 2023 годы Генеральный директор ГАУ РД Республиканское информационное агентство «Дагестан». С 2023 по 2025 годы - директор Центра внешних коммуникаций АО «Главкосмос». В апреле 2025 года возглавил Республиканскую газету «Молодежь Дагестана».
С 1995 года занимался преподавательской деятельностью(филология, информационные технологии и иностранные языки). В 2008 году возглавил вновь созданную пресс-службу Дагестанского государственного педагогического университета. Имеет ряд разработок в области информационных технологий, удостоенных различных наград и дипломов. Магомед Магомедов привлекался Министерством образования и науки РФ в состав рабочих групп и делегаций, работавших над популяризацией и продвижением образовательных услуг Российской системы ВПО в Египте, Иордании, Испании, Китайской народной республике и в Швеции. 
Основатель одного из первых порталов сертификации IT специалистов - netacademy.ru (популярный проект действовавший с 2000 по 2005 годы). 
В декабре 2021 года на большой пресс-конференции президента РФ Владимира Путина поднял вопрос о проблемах энергетики в Республике Дагестан, что повлекло за собой старт программы масштабной реконструкции систем энергоснабжения в республике.
Постоянный член правления Ассоциации СМИ СКФО.
Женат. Трое детей: две дочери и сын.

## Награды, премии
- 2008 — Золотая медаль «Лауреат ВВЦ»
- 2009 — Золотая медаль «Лауреат ВВЦ»
- 2009 — Благодарность «Росзарубежцентра» «За большой вклад в формирование благоприятного образа России за рубежом».
- 2010 — Золотая медаль Shanghai Expo 2010.
- 2010 — Благодарность «Россотрудничества» «За большой вклад в популяризацию российского образования за рубежом».
- 2013 — Премия «Open Media» в категории электронные СМИ.
- 2014 — Памятная медаль Президента Российской Федерации «За значительный вклад в подготовку и проведение XXII Олимпийских зимних игр и XI Паралимпийских зимних игр 2014 г. в г. Сочи»
- 2015 — Почетная Грамота Республики Дагестан[5]
- 2016 — Почётный знак «За укрепление межнационального мира и согласия» Министерства по национальной политике РД[6]